# Simone Eriksrud

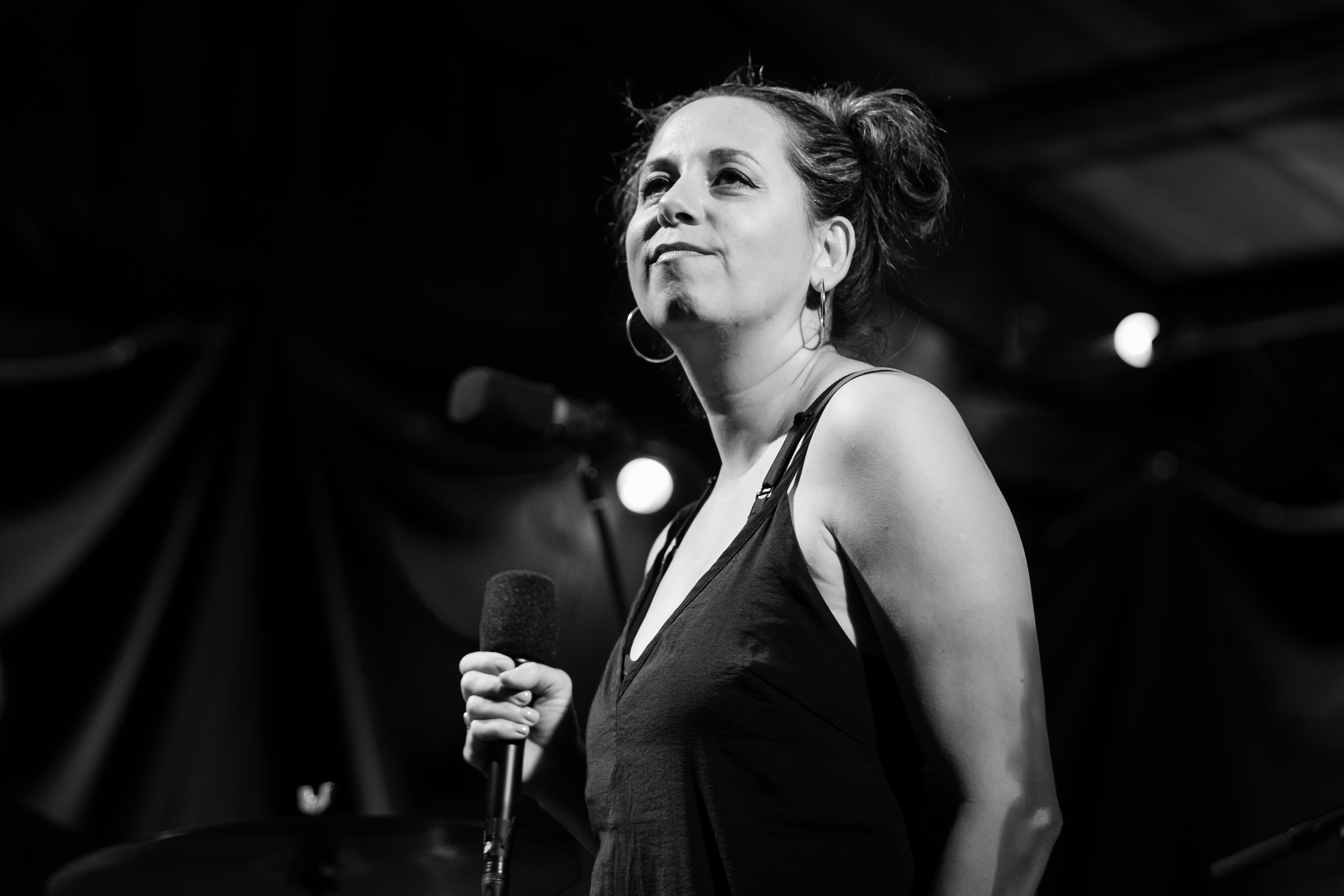
Simone Eriksrud (2023)
Bild: Tore Sætre

Simone Eriksrud (auch Simone Larsen; * 21. August 1970 in Freiburg, Baden-Württemberg) ist eine deutsch-norwegische Sängerin, Songwriterin, Komponistin und Musikerin, die auch als Popsängerin und Gitarristin bei der Band D’Sound mitwirkt.

## Leben
Simone Eriksrud wuchs als Tochter eines türkischen Vaters und einer deutschen Mutter zunächst in Bischoffingen mit ihrer Mutter und deren Eltern auf. Als ihre Mutter 1979 einen Norweger heiratete, siedelte sie nach Volda in Norwegen über. Bis 2002 war sie deutsche Staatsangehörige, seitdem ist sie norwegische Staatsbürgerin.
Simone Eriksrud ist mit den norwegischen Musikproduzenten und Songschreiber Simen Eriksrud verheiratet, mit dem sie zwei gemeinsame Kinder hat. Vor ihrer Ehe war sie als Simone Larsen oder unter dem Mononym Simone bekannt.
Ihre Stimme ist bei dem Lied Velvet auf dem im Jahr 2000 veröffentlichten Album „Minor Earth, Major Sky“ der norwegischen Band a-ha zu hören. 2004 brachte sie ein Solo-Album Last Days and Nights mit selbst geschriebenen Titeln heraus. Nach ihren Solo-Album Debüt brachte sie anschließend die Single Nights of Rock 'n' Roll" heraus. Zuletzt hat sie gemeinsam mit den Norwegerinnen Anneli Drecker, Unni Wilhelmsen und Lynni Tekreem und den Afrikanerinnen Marie Daulne, Tigist Bekele, Talike und Chiwoniso Maraire eine Wohltätigkeits-CD für CARE International eingespielt. 2008 veröffentlichte Simone das Album Magiske kroker & hemmeligheter mit Musik für Kinder, gemeinsam mit Linn Skåber und Jacob Young mit der Melodie "Vinteren er her". Simone Eriksrud wirkte sie auch als Jazz-Musikerin, Songschreiberin und Komponistin sowie Sängerin bei verschiedenen Musikgruppen, Bands und Künstlern mit. Im norwegischen Fernsehen hatte Eriksrud mehrere Auftritte in verschiedenen Fernsehsendungen und Serien, so unter anderem in Hver gang vi møtes,  U bzw. U-natt, Zebra Grand Prix und Popstokk. Des Weiteren trat sie in dem norwegischen Spielfilm Sebastian Verden auf.

## Diskografie
Solo-Alben
- 2005: Last Days And Nights (Passasjen Records)

Kooperationen
mit D’Sound
- 1996: Spice of Life (PolyGram)
- 1998: Beauty Is A Blessing (PolyGram)
- 2001: Talkin' Talk (Virgin Records)
- 2001: Live at Rockefeller Music Hall 2001 (Virgin Records)
- 2003: Doublehearted (Da Works)
- 2004: Smooth Escapes – The Very Best of D'Sound (Da Works)
- 2005: My Today  (Da Works)
- 2009: Starts And Ends (FarGo Music)
- 2014: Signs (RCA/Sony Music)

mit Savoy
- 1996: Mary Is Coming (Warner Bros. Records)
- 2007: Savoy Songbook Vol. 1 (Universal Music)

mit A-ha
2000: Minor Earth, Major Sky (Warner Bros. Records)
mit Bjørn Eidsvåg
2006: Nåde (Petroleum Records)
mit Donkeyboy
2009: Caught in a Life (Warner Bros. Records)
2012: Silver Moon (Warner Bros. Records)
mit Bjørn Johan Muri
2009: Airwaves (Universal Music)
mit Melody Club
2011: Human Harbour (Electric Records)
mit Eric Saade
2013: Forgive Me (Roxy Recordings)